# Championnat d'Angleterre féminin de football 2024-2025
Navigation
FA WSL 2023-2024 FA WSL 2025-2026
Le Championnat d'Angleterre féminin de football 2024-2025 (également connue sous le nom de Barclays Women's Super League pour des raisons de sponsoring) est la quatorzième saison du Championnat d'Angleterre féminin de football depuis sa création en 2010. Chelsea est le tenant du titre. Les trois premières équipes au classement sont qualifiées pour la Ligue des champions, et la dernière est reléguée en deuxième division.
Après avoir remporté le championnat de deuxième division, Crystal Palace est promu.

## Équipes participantes

### Participants et localisation
Douze équipes disputent la saison 2024-2025 du championnat. Crystal Palace, champion de Championship, fait sa première apparition dans la WSL, et remplace ainsi Bristol City, qui est relégué une saison après son retour dans la WSL depuis que le club a été promu de Championship la saison précédente.
| \| Man. City Aston Villa Everton Leicester Liverpool Brighton Man. Utd Londres \| Localisation des clubs engagés dans le championnat. |
| Man. City Aston Villa Everton Leicester Liverpool Brighton Man. Utd Londres                                                           |

| Man. City Aston Villa Everton Leicester Liverpool Brighton Man. Utd Londres |

| \| Arsenal Chelsea Crystal Palace West Ham Tottenham \| Clubs londoniens. |
| Arsenal Chelsea Crystal Palace West Ham Tottenham                         |

| Arsenal Chelsea Crystal Palace West Ham Tottenham |

| Club                                               | Localisation         | Stade                  | Capacité | Classement 2023-2024 |
| -------------------------------------------------- | -------------------- | ---------------------- | -------- | -------------------- |
| Arsenal Women Football Club                        | Holloway             | Emirates Stadium       | 60,704   | 3e                   |
| Aston Villa Women Football Club                    | Walsall              | Bescot Stadium         | 11,300   | 7e                   |
| Brighton & Hove Albion Women & Girls Football Club | Crawley              | Broadfield Stadium     | 5,800    | 9e                   |
| Chelsea Football Club Women                        | Kingston upon Thames | Kingsmeadow            | 4,850    | 1re                  |
| Crystal Palace Football Club Women                 | Sutton               | Gander Green Lane      | 5,032    | WC, 1re              |
| Everton Ladies Football Club                       | Liverpool            | Walton Hall Park       | 2,200    | 8e                   |
| Leicester City Women's Football Club               | Leicester            | King Power Stadium     | 32,212   | 10e                  |
| Liverpool Football Club Women                      | St Helens            | Totally Wicked Stadium | 18,000   | 4e                   |
| Manchester City Women's Football Club              | Manchester           | Academy Stadium        | 7 000    | 2e                   |
| Manchester United Women Football Club              | Leigh                | Leigh Sports Village   | 12 000   | 5e                   |
| Tottenham Hotspur Ladies Football Club             | Leyton               | Brisbane Road          | 9,271    | 6e                   |
| West Ham United Women Football Club                | Dagenham             | Victoria Road          | 6,078    | 11e                  |

## Compétition

### Classement
| Rang | Équipe                 | Pts | J  | G  | N | P  | Bp | Bc | Diff |
| ---- | ---------------------- | --- | -- | -- | - | -- | -- | -- | ---- |
| 1    | Chelsea Women T L      | 60  | 22 | 19 | 3 | 0  | 56 | 13 | +43  |
| 2    | Arsenal Women          | 48  | 22 | 15 | 3 | 4  | 62 | 26 | +36  |
| 3    | Manchester United      | 44  | 22 | 13 | 5 | 4  | 41 | 16 | +25  |
| 4    | Manchester City        | 43  | 22 | 13 | 4 | 5  | 49 | 28 | +21  |
| 5    | Brighton & Hove Albion | 28  | 22 | 8  | 4 | 10 | 35 | 41 | -6   |
| 6    | Aston Villa            | 25  | 22 | 7  | 4 | 11 | 32 | 44 | -12  |
| 7    | Liverpool              | 25  | 22 | 7  | 4 | 11 | 22 | 37 | -15  |
| 8    | Everton                | 24  | 22 | 6  | 6 | 10 | 24 | 32 | -8   |
| 9    | West Ham United        | 23  | 22 | 6  | 5 | 11 | 36 | 41 | -5   |
| 10   | Leicester City         | 20  | 22 | 5  | 5 | 12 | 21 | 37 | -16  |
| 11   | Tottenham Hotspur      | 20  | 22 | 5  | 5 | 12 | 26 | 44 | -18  |
| 12   | Crystal Palace P       | 10  | 22 | 2  | 4 | 16 | 20 | 65 | -45  |

| Légende : | Légende : |
| --------- | --- |
|           | Champion et qualifié pour la phase de groupes de la Ligue des champions 2025-2026 |
|           | Qualifié pour le troisième tour de qualification de la Ligue des champions 2025-2026 |
|           | Qualifié pour le deuxième tour de qualification de la Ligue des champions 2025-2026 |
|           | Relégué en WSL2 |
|           | T : Tenant du titre C : Vainqueur de la Coupe d'Angleterre L : Vainqueur de la Coupe de la Ligue Pts points ; G victoires ; N match nuls ; P défaites Bp buts marqués ; Bc buts encaissés ; Diff différence de buts |

### Résultats
| Résultats (▼dom., ►ext.)                                   | ARS | AST | CRY | BGT | CHE | EVE | LEI | LIV | MNC | MUN | TOT | WHU |
| Arsenal                                                    |     | 4-0 | 5-0 | 1-2 | .   | 0-0 | .   | .   | 2-2 | .   | .   | .   |
| Aston Villa                                                | .   |     | .   | .   | 3-2 | .   | 0-0 | 1-2 | .   | .   | 2-2 | 3-1 |
| Brighton & Hove Albion                                     | .   | 4-2 |     | .   | .   | 4-0 | 1-0 | .   | .   | 1-1 | 1-1 | 3-2 |
| Chelsea                                                    | 1-0 | .   | 4-2 |     | .   | .   | .   | .   | 2-0 | .   | 5-2 | .   |
| Crystal Palace                                             | .   | .   | .   | 0-7 |     | 1-1 | .   | .   | 0-3 | 0-1 | .   | .   |
| Everton                                                    | .   | .   | .   | 0-5 | .   |     | .   | 1-0 | 2-1 | 0-1 | .   | 1-1 |
| Leicester City                                             | 0-1 | .   | .   | 1-1 | 0-2 | 1-0 |     | .   | .   | 0-2 | .   | .   |
| Liverpool                                                  | 0-1 | .   | .   | 0-3 | 1-1 | .   | 1-1 |     | 1-2 | .   | .   | .   |
| Manchester City                                            | .   | 2-1 | 1-0 | .   | .   | .   | 4-0 | .   |     | .   | 4-0 | 2-0 |
| Manchester United                                          | 1-1 | 0-0 | .   | .   | .   | .   | .   | 4-0 | .   |     | 3-0 | 3-0 |
| Tottenham                                                  | 0-3 | .   | .   | .   | 4-0 | 2-1 | .   | 2-3 | .   | .   |     | 2-1 |
| West Ham United                                            | 0-2 | .   | .   | .   | 5-2 | .   | 1-0 | 1-1 | .   | .   | .   |     |
| - Victoire à domicile - Match nul - Victoire à l'extérieur |     |     |     |     |     |     |     |     |     |     |     |     |

## Statistiques individuelles
|    | Joueuse            | Club              | Buts |
| -- | ------------------ | ----------------- | ---- |
| 1. | Alessia Russo      | Arsenal           | 12   |
| 1. | Khadija Shaw       | Manchester City   | 12   |
| 3. | Shekiera Martinez  | West Ham          | 10   |
| 3. | Elisabeth Terland  | Manchester United | 10   |
| 5. | Viviane Asseyi     | West Ham          | 9    |
| 5. | Aggie Beever-Jones | Chelsea           | 9    |
| 5. | Mariona Caldentey  | Arsenal           | 9    |
| 8. | Grace Clinton      | Manchester United | 8    |
| 8. | Rachel Daly        | Aston Villa       | 8    |
| 8. | Bethany England    | Tottenham         | 8    |
| 8. | Guro Reiten        | Chelsea           | 8    |